# Cá heo Dall
Cá heo Dall (danh pháp hai phần: Phocoenoides dalli) là thành viên duy nhất của chi Phocoenoides và cũng là một loài của cá heo chỉ có ở Bắc Thái Bình Dương. Nó được biết đến trên toàn thế giới trong những năm 1970 khi các tàu đánh bắt cá hồi đã giết chết hàng ngàn con cá heo Dall và các loài động vật biển có vú khác mỗi năm. Nó được đặt theo tên sau của nhà tự nhiên học người Mỹ William Healey Dall.

## Phân bố và môi trường sống

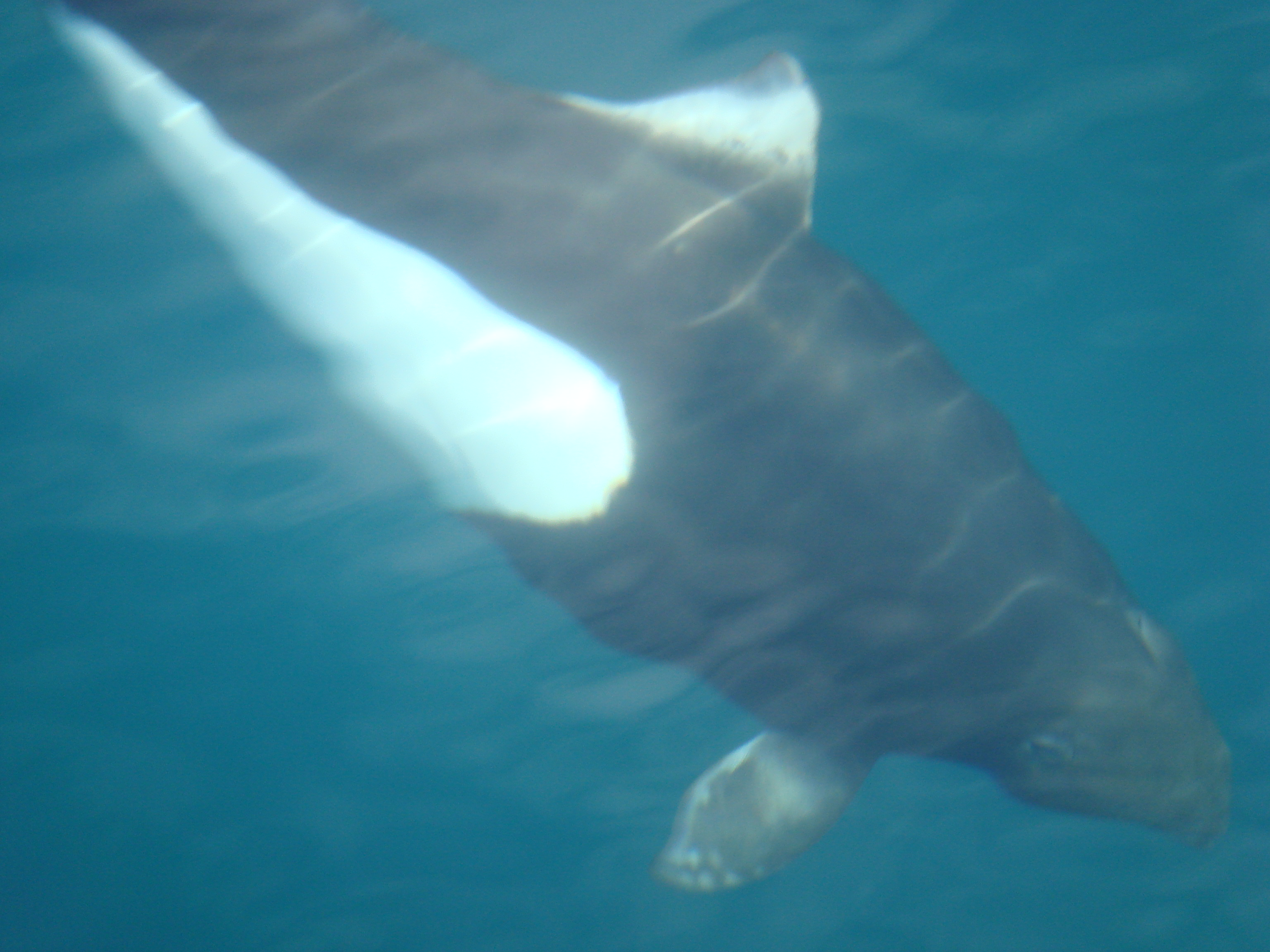
Một con cá heo Dall tại eo biển Shelikof

Cá heo Dall thích sống ở vùng nước lạnh ở độ sâu trên 180 mét (590 ft). Nó được tìm thấy trên các thềm lục địa hoặc gần các sườn núi dưới biển. Trong khi đó, môi trường sống chủ yếu là ở vùng biển xa bờ Bắc Mỹ gần các hẻm núi và nước sâu.
Phạm vi sống của cá heo Dall ở Bắc Thái Bình Dương và các vùng biển lân cận, bao gồm biển Bering, biển Okhotsk và biển Nhật Bản. Phạm vi phía phía Tây tới cực Nam là ở Nhật Bản và kéo dài sang phía Đông cực Nam tới California, trong khi cực Bắc là khu vực biển Bering. Chúng không được tìm thấy ở Baja California, kể cả là vào mùa lạnh và thi thoảng cũng thấy ở biển Chukchi, mặc dù là rất hiếm.
Số lượng hiện nay của cá heo Dall vào khoảng 104.000 con ở ngoài khơi Nhật Bản, 554.000 con ở biển Okhotsk, 83.000 con ở ngoài khơi Alaska và 100.000 con ở gần lục địa Hoa Kỳ.

## Mô tả

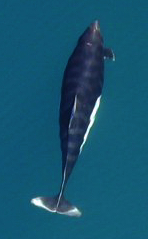
Ảnh từ trên cao của một con cá heo Dall

Cá heo Dall có hình dạng cơ thể độc đáo làm cho nó dễ dàng phân biệt được với các loài khác. Màu sắc bên ngoài của chúng khá giống với cá voi sát thủ, nhưng sự phân bố là rõ ràng với mảng trắng trên sườn và bụng còn màu đen ở vùng đầu kéo dài dọc theo lưng tới đuôi. Vây lưng nằm thẳng đứng và ở chính giữa của lưng. Phần trên của vây lưng có màu trắng xám.
Cơ thể của một con trưởng thành ở cá heo Dall là lớn hơn so với các loài cá heo khác, với chiều dài lên đến 2,3 mét (7,5 ft) và trọng lượng từ 130 – 220 kg (290 - 490 lb).. So với con cái thì con đực có kích thước lớn hơn, cuống đuôi dài hơn và một cái bướu phát âm thanh ở phía sau hậu môn.. Cá heo con có màu xám tối.
Thức ăn chủ yếu của cá heo Dall là các loài cá nhỏ và mực. Các loài cá như cá trích, cá cơm, cá thu, cá tuyết và các loài cá biển mỏ dài và một số loại cá nhỏ khác  là những con mồi ưa thích của chúng. Cá heo Dall cũng là những thợ lặn tốt, có thể lao xuống độ sâu khoảng 100 mét.
Mối đe dọa của cá heo Dall ngoài con người thì còn có cá voi sát thủ và cá mập trắng. Cùng với đó, bệnh tật do các loài ký sinh trùng như sán lá, sán Nastitrema... và tình trạng mắc cạn cũng gây nên cái chết cho cá heo Dall.
Cá heo Dall là loài động vật có tính linh hoạt cao. Chúng thường xuyên bơi ngoằn ngoèo xung quanh với tốc độ lớn hoặc ngay dưới bề mặt nước, tạo ra những sóng nước được gọi là "rooster tail" (đuôi gà trống). Chúng có thể xuất hiện và biến mất một cách đột ngột. Trong các loài động vật biển nhỏ có vú, cá heo Dall là loài di chuyển có tốc độ nhanh nhất, nó có thể bơi với vận tốc lên đến 55 km/h, ngang với loài cá voi sát thủ. Vì vậy, chúng rất thích bơi trước mũi các tàu thuyền di chuyển với tốc độ lớn. Loài cá heo này hiếm khi nhảy lên khỏi mặt nước như những loài cá heo khác.

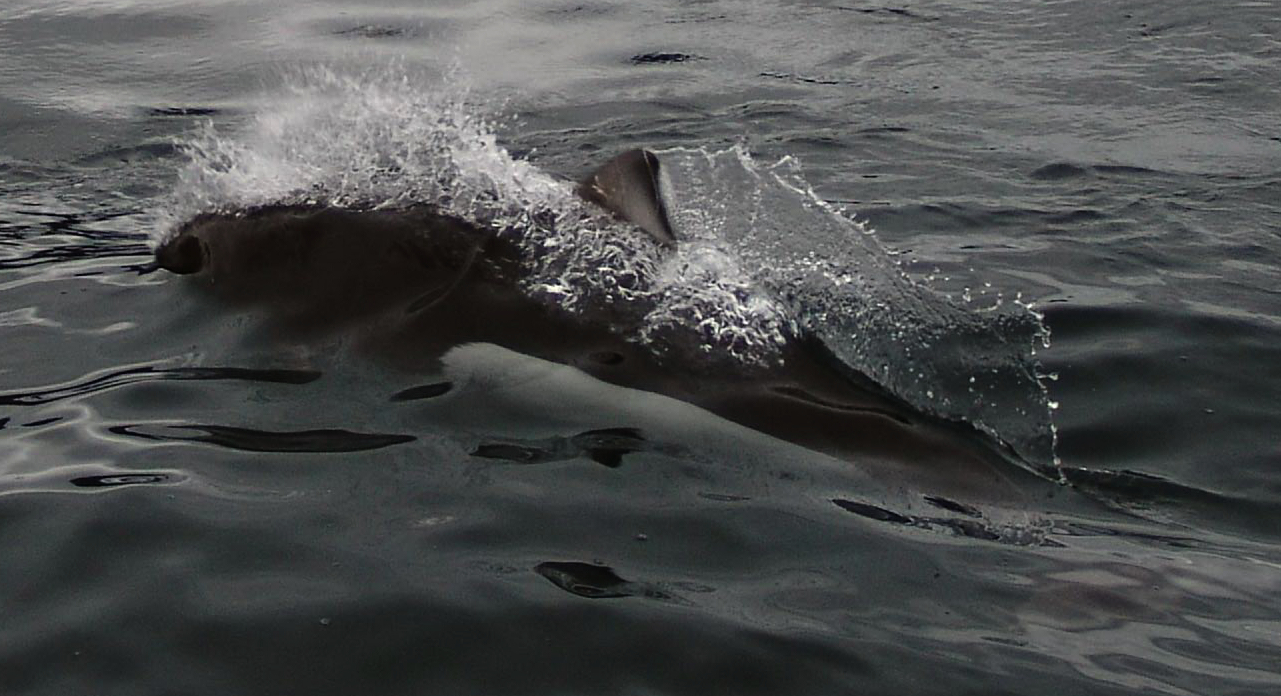
"Đuôi gà trống" được tạo ra bởi một con cá heo Dall tại Prince William Sound

Cá heo Dall sống thành từng nhóm nhỏ từ 2 đến 12 con. Tuy nhiên, khi săn mồi nó có thể tập hợp lên tới hàng trăm cá thể.

## Sinh sản
Một con đực có thể giao phối với rất nhiều con cái khác nhau, và nó sẽ bảo vệ "đàn vợ" đông đúc của nó.. Thời gian sinh đẻ thường diễn ra vào mùa hè. Cá heo cái mang thai kéo dài từ 10 - 11 tháng, và thời kỳ cho con bú kéo dài ít nhất thêm 2 tháng nữa. Tùy thuộc vào tình trạng, con cái có thể sinh con mỗi năm một lần hay lâu hơn. Tuổi thọ của cá heo Dall có thể đạt tới 15 năm.

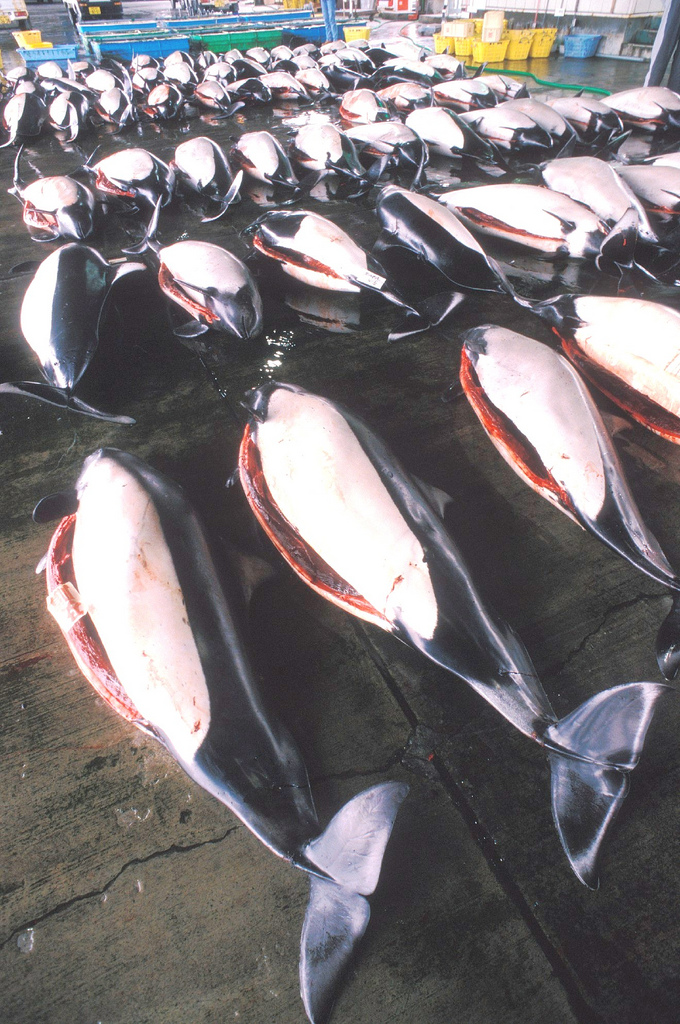
Cá heo Dall bị giết thịt ở Nhật Bản

Một nghiên cứu  xác định thông xét nghiệm DNA từ một bào thai được tìm thấy ở vùng biển của British Columbia là một cá thể lai giữa cá heo Dall và cá heo Harbour. Cái này có thể là không phải hiếm gặp nhưng nó có thể là bằng chứng giải thích về những con cá heo Dall có màu sắc khác lạ được phát hiện ngoài khơi bờ biển của đảo Vancouver.

## Bảo tồn
Mỗi năm, có rất nhiều cá heo Dall bị săn bắt bởi lưới đánh cá. Số lượng cá heo bắt mỗi năm tăng lên đáng kể sau khi lệnh cấm săn bắn loài động vật biển có vú lớn được ban hành trong những năm giữa 1980. Nhiều nhất là vào năm 1988, khi hơn 40.000 con đã bị đánh bắt. Sự chú ý của thế giới đến loài cá heo này khi vào năm 1990 Ủy ban quốc tế Whaling (IWC) đã quy định các công ước để giảm thiểu số lượng đánh bắt. Tuy nhiên, vẫn có khoảng 15.000 con bị săn bắt mỗi năm, khiến nó trở thành loài bị săn bắt nhiều nhất trong bộ Cá voi. Việc săn bắt đã nhiều lần bị chỉ trích từ phía IWC và Ủy ban khoa học, gần đây nhất là vào năm 2008. Một hạn ngạch quy đinh mỗi năm không được săn bắt quá 16.000 con đã có hiệu lực. Mặc dù có rất nhiều những mối đe dọa, nhưng cá heo Dall vẫn là một loài khá phổ biến với những người đánh bắt thủy sản.
Cá heo Dall được liệt kê trong Phụ lục II  của Công ước về Bảo tồn các loài động vật hoang dã di cư (CMS).